# Petar Pecija Petrović
Petar Pecija Petrović (21. srpna 1877 Otočac – 9. ledna 1955 Záhřeb) byl chorvatský spisovatel, občanským povoláním lesní inženýr. Mezi dvěma světovými válkami byl známý především jako dramatik, který ve svých realistických komediích zobrazoval venkovský život v Lice.

## Dílo
- Ispod našich brda (1909, Zpod našich kopců), sbírka povídek,
- Rkač 1910), drama.
- Duše (1912), drama,
- Mrak (1917, Tma), drama,
- Pljusak (1918, Liják), komedie,
- Čvor (1920, Uzel), komedie,
- Suza (1922, Slza), drama,
- Šuma (1922, Les), drama,
- Pošao po vragu (1928, Spřáhl se s čertem), jednoaktovka, komedie,
- Priče (1931, Povídky), sbírka povídek,
- Svastika (1935, Švagrová), komedie,
- Bećaruša (1936, Děvče do světa), komedie.

## Česká vydání
- Liják, veselá hra ze vsi o třech dějstvích, Zora, Praha 1921, přeložil Jan Hudec, znovu ČDLJ, Praha 1957.
- Uzel, žert ze vsi o třech dějstvích, Zora, Praha 1923, přeložil Jan Hudec,
- Uzel, žert ze vsi o třech dějstvích, ČDLJ, Praha 1957, přeložil Jaroslav Urban,
- Spřáhl se s čertem, žert o jednom dějství, ČDLJ, Praha 1957, přeložil Jaroslav Urban.